# UEFAチャンピオンズリーグ 1996-97 決勝
UEFAチャンピオンズリーグ 1996-97 決勝は、UEFAチャンピオンズリーグ 1996-97の決勝戦であり、42回目のUEFAチャンピオンズリーグの決勝戦である。1997年5月28日にドイツ・ミュンヘンのオリンピアシュタディオンで行われ、ボルシア・ドルトムントが初優勝を果たした。

## 概要
試合はドイツのボルシア・ドルトムントとイタリアのユヴェントスの間で行われ、ドルトムントがカール＝ハインツ・リードレとラース・リッケンのゴールで3-1で勝利した。ユベントスのゴールはアレッサンドロ・デル・ピエロによるものである。

## 決勝戦までの道のり
ドルトムントは準決勝でマンチェスター・ユナイテッドを破っている。欧州の舞台での準決勝進出は、ドルトムントにとっては1964年以来、対戦相手のマンチェスター・ユナイテッドにとっては1969年以来のことであった。
一方、ユヴェントスの準決勝の相手は前年決勝でPK戦の末振り切ったアヤックスで、今度は2戦合計6-2で完勝している。
| ボルシア・ドルトムント       | ボルシア・ドルトムント       | ボルシア・ドルトムント       | ボルシア・ドルトムント       | ラウンド         | ユヴェントス                 | ユヴェントス                 | ユヴェントス                 | ユヴェントス                 |
| ---------------------------- | ---------------------------- | ---------------------------- | ---------------------------- | ---------------- | ---------------------------- | ---------------------------- | ---------------------------- | ---------------------------- |
| 対戦相手                     | 結果                         | 結果                         | 結果                         | グループステージ | 対戦相手                     | 結果                         | 結果                         | 結果                         |
| ヴィジェフ・ウッチ           | 2–1 (H)                      | 2–1 (H)                      | 2–1 (H)                      | 第1節            | マンチェスター・ユナイテッド | 1–0 (H)                      | 1–0 (H)                      | 1–0 (H)                      |
| ステアウア・ブカレスト       | 3–0 (A)                      | 3–0 (A)                      | 3–0 (A)                      | 第2節            | フェネルバフチェ             | 1–0 (A)                      | 1–0 (A)                      | 1–0 (A)                      |
| アトレティコ・マドリード     | 1–0 (A)                      | 1–0 (A)                      | 1–0 (A)                      | 第3節            | ラピード・ウィーン           | 1–1 (A)                      | 1–1 (A)                      | 1–1 (A)                      |
| アトレティコ・マドリード     | 1–2 (H)                      | 1–2 (H)                      | 1–2 (H)                      | 第4節            | ラピード・ウィーン           | 5–0 (H)                      | 5–0 (H)                      | 5–0 (H)                      |
| ヴィジェフ・ウッチ           | 2–2 (A)                      | 2–2 (A)                      | 2–2 (A)                      | 第5節            | マンチェスター・ユナイテッド | 1–0 (A)                      | 1–0 (A)                      | 1–0 (A)                      |
| ステアウア・ブカレスト       | 5–3 (H)                      | 5–3 (H)                      | 5–3 (H)                      | 第6節            | フェネルバフチェ             | 2–0 (H)                      | 2–0 (H)                      | 2–0 (H)                      |
| グループB 2位通過 出典: UEFA | グループB 2位通過 出典: UEFA | グループB 2位通過 出典: UEFA | グループB 2位通過 出典: UEFA | 最終順位         | グループC 1位通過 出典: UEFA | グループC 1位通過 出典: UEFA | グループC 1位通過 出典: UEFA | グループC 1位通過 出典: UEFA |
| 対戦相手                     | 合計                         | 第1戦                        | 第2戦                        | 決勝トーナメント | 対戦相手                     | 合計                         | 第1戦                        | 第2戦                        |
| オセール                     | 4–1                          | 3–1 (H)                      | 1–0 (A)                      | 準々決勝         | ローゼンポリ                 | 3–1                          | 1–1 (A)                      | 2–0 (H)                      |
| マンチェスター・ユナイテッド | 2–0                          | 1–0 (H)                      | 1–0 (A)                      | 準決勝           | アヤックス                   | 6–2                          | 2–1 (A)                      | 4–1 (H)                      |

### ファイナリストについて
試合は1993年のUEFAカップ1992-93決勝と同じ顔合わせとなった。その際はユヴェントスが2戦合計で6-1で勝利している。その試合にユヴェントスの選手として出場した2人のドイツ人選手、ユルゲン・コーラーとアンドレアス・メラーはドルトムントに移籍していた。この試合には出場していないが、ドルトムントのブラジル人選手ジュリオ・セザールも1993年の試合にはユヴェントスの選手として出場していた。また、シュテファン・ロイターとパウロ・ソウザも元ユヴェントスの選手であり、マティアス・ザマーとカール＝ハインツ・リードレは以前にイタリアのセリエAでプレーしたことがあった（リードレがラツィオからドルトムントに移籍した際の後釜はアレン・ボクシッチで、彼は1997年にはユヴェントスに移籍していた）。
ユヴェントスで1993年から在籍していたのはゴールキーパーのアンジェロ・ペルッツィと彼の控えのミケランジェロ・ランプッラだけだった（モレノ・トリチェッリとアントニオ・コンテはクラブには在籍していたもののこの試合には出場していない）。また、前述の通りコーラーとメラーは相手側に移籍している。ドルトムントでは、ゴールキーパーのシュテファン・クロス、ストライカーのステファヌ・シャピュイサ 、ミッドフィールダーのレネ・トレショク、シュテファン・ロイター、キャプテンのミヒャエル・ツォルクが4年前から残っていた。
1993年の対戦に加えて、両クラブはUEFAカップ1994-95の準決勝でも対戦している。この試合もユヴェントスが勝利したが、決勝ではパルマに敗れている。 UEFAチャンピオンズリーグ 1995-96グループステージでも両者は顔を合わせそれぞれアウェーで勝利したが、グループ首位とになったのはユヴェントスで、彼らは最終的にトロフィーを獲得している。
その後の数年間、ユヴェントスとドルトムントは、UEFAチャンピオンズリーグ 2014-15のグループステージでユヴェントスが勝利するまで両者の再戦は無かった。彼らは4回（1993年と1995のUEFAカップ、1995年と2015年のチャンピオンズリーグ）顔を合わせドルトムントでヴェストファーレンシュタディオンで対戦しているが、ドイツで行われた試合でユヴェントスが敗北したのはこの1997年の決勝だけである。また、ユヴェントスは2015年のチャンピオンズリーグでも決勝に進出しバルセロナと対戦しているが、偶然にもその試合会場は同じドイツのオリンピアシュタディオン、ベルリン・オリンピアシュタディオンで、この試合も3-1で敗れている。

## 試合

### 概要
前半、カール＝ハインツ・リードレがペナルティエリア内でポール・ランバートのクロスに合わせてドルトムントがリードを奪った。続いて、リードレは右からのコーナーキックにヘディングで合わせリードを2点とした。
後半、交代出場したユヴェントスのアレッサンドロ・デル・ピエロがアレン・ボクシッチからのクロスにバックヒールでゴールを決め、スコアを2-1とした。交代出場した地元ドルトムント出身の20歳ラース・リッケンは、ピッチに入ってからわずか16秒後にはアンドレアス・メラーのスルーパスを受け、最初のボールタッチでゴール前20ヤード以上の地点からシュートを放ち、アンジェロ・ペルッツィをかわしたボールはドルトムントの3-1の勝利を演出した。リッケンのゴールは、UEFAチャンピオンズリーグ史上、交代出場からの得点としての最速記録だった。
また、ジネディーヌ・ジダンはランバートの執拗なマークに苦しみ、印象を残すことはできなかった。
試合はドルトムントの3-1の勝利に終わり、ドルトムントはチャンピオンズリーグ初優勝を果たした。

### 詳細
| 1997年5月28日 20:30 CEST |

| ボルシア・ドルトムント             | 3 - 1    | ユヴェントス      |
| リードレ 29分 34分 · リッケン 70分 | レポート | デル・ピエロ 66分 |

| オリンピアシュタディオン, ミュンヘン 観客数: 59,000人 主審: シャーンドル・プル |

| ドルトムント | ユヴェントス |

| GK                         | 01 | シュテファン・クロス       |      |      |
| SW                         | 06 | マティアス・ザマー         |      |      |
| CB                         | 15 | ユルゲン・コーラー         |      |      |
| CB                         | 16 | マルティン・クレー         |      |      |
| RWB                        | 07 | シュテファン・ロイター     |      |      |
| LWB                        | 17 | ヨルク・ハインリヒ         |      |      |
| CM                         | 14 | ポール・ランバート         |      |      |
| CM                         | 19 | パウロ・ソウザ             | 23分 |      |
| AM                         | 10 | アンドレアス・メラー       |      | 89分 |
| CF                         | 13 | カール＝ハインツ・リードレ |      | 67分 |
| CF                         | 09 | ステファヌ・シャピュイサ   |      | 70分 |
| サブメンバー               |    |                            |      |      |
| GK                         | 12 | ヴォルフガンク・デ・ベール |      |      |
| MF                         | 08 | ミヒャエル・ツォルク       |      | 89分 |
| MF                         | 18 | ラース・リッケン           | 71分 | 70分 |
| MF                         | 23 | レネ・トレショク           |      |      |
| FW                         | 11 | ハイコ・ヘルリッヒ         |      | 67分 |
| 監督                       |    |                            |      |      |
| オットマー・ヒッツフェルト |    |                            |      |      |

| GK                 | 01 | アンジェロ・ペルッツィ       |      |      |
| RB                 | 05 | セルジオ・ポリーニ           | 19分 | 46分 |
| CB                 | 02 | チロ・フェラーラ             |      |      |
| CB                 | 04 | パオロ・モンテーロ           |      |      |
| LB                 | 13 | マルク・ユリアーノ           | 90分 |      |
| DM                 | 14 | ディディエ・デシャン         |      |      |
| RM                 | 07 | アンジェロ・ディ・リーヴィオ |      |      |
| LM                 | 18 | ヴラディミル・ユーゴヴィッチ |      |      |
| AM                 | 21 | ジネディーヌ・ジダン         |      |      |
| CF                 | 15 | クリスティアン・ヴィエリ     |      | 71分 |
| CF                 | 09 | アレン・ボクシッチ           |      | 87分 |
| サブメンバー       |    |                              |      |      |
| GK                 | 12 | ミケランジェロ・ランプッラ   |      |      |
| DF                 | 22 | ジャンルカ・ペッソット       |      |      |
| MF                 | 20 | アレッシオ・タッキナルディ   |      | 87分 |
| FW                 | 10 | アレッサンドロ・デル・ピエロ |      | 46分 |
| FW                 | 16 | ニコラ・アモルーゾ           |      | 71分 |
| 監督               |    |                              |      |      |
| マルチェロ・リッピ |    |                              |      |      |

## 日本におけるテレビ中継
- 日本テレビ : ゲスト解説 奥寺康彦